# Светолик Драгачевац
Светолик Драгачевац (15. април 1883 – 9. јул 1942) био је пензионисани срески начелник Параћина. Он је 25. марта 1941. године послао писмо лично Хитлеру у коме између осталог поручује: «Теби Хитлере, Кајинов сине, ми деца великих отаца и дедова узвикујемо: доста! »
Драгачевац је затворен у конц-логору Маухтаузен где је 1942. године преминуо. 

## Биографија

### Приватни живот
Рођен је у граду Пожега, у централној Србији, 15. априла 1883. Био је треће дете трговца Максима Драгачевца. По завршеном основном образовању,Драгачевац је провео неколико година радећи за очев посао. Са петнаест година придружио се локалној полицији као приправник. Након положених потребних прегледа, запослен је као редовни полицајац. Након ослобођења Македоније од стране Србије као резултат балканских ратова 1912–1913 Драгачевац је упућен у Скопље, где је остао све до евакуације града крајем 1915, као последица заједничке инвазије Аустроугарске, Немачке и Бугарске на Србију током светског рата. Први рат, не желећи да се преда Централним силама, евакуисао се заједно са Краљевском српском војском на грчко острво Крф, претрпевши на путу сурову зимску голготу преко планина Албаније. Док је био на Крфу, Драгачевац је служио регистарске папире, али болест га је спречила да се придружи Краљевској српској војсци. Уместо тога, превезен је на француско острво Корзика, где је провео остатак рата опорављајући се. После Првог светског рата, Драгачевац се вратио у Србију и наставио каријеру у полицији, служећи као шеф полиције у неколико градова, тачније Ораховца, Врања и Прешева. У време пензионисања 1933. године служио је као шеф полиције града Параћина, где је био смештен од 1930. Између 1919. и 1935. Драгачевац је био члан Југословенске демократске странке, након чега се придружио владајућој Југословенској радикалној унији, која га је именовала за члана њеног извршног одбора за подручје Параћина. Драгачевац је активно и агитовао у име Југословенске радикалне заједнице. Повукао се из политичког живота 1939.

### Други светски рат

#### Писмо Хитлеру
Дана 25. марта 1941. године, док је влада Југославије стајала на корак да потпише Тројни пакт и постане сарадник Сила осовине, Драгачевац је откуцао претеће писмо упућено немачком диктатору Адолфу Хитлеру. Писмо је гласило како следи:
| Нит правде прекинут је. Зацарила обест и сила. Велики тлаче мале и у својој осионости не познају Бога; немају душу. Крвожедни Хитлер хита да ни једна њива на ово земаљској кугли не остане засејана јадом и чемером. Ни наша напаћена Отаџбина није поштеђена. Пружамо ти своју поштену руку али ти хоћеш и срце. У жељи да освајаш и тлачиш ти нам газиш оно што нам је кроз сва робовања и кроз векове било најсветије газиш нам слободу и част газиш нам понос. Теби Хитлере; кајинов сине ми деца великих отаца и дедова узвикујемо доста. Не слушаш ли наићићеш на бодре мишице наше. Пролићемо ти крв и ногом ти аждајо стати на врат да се не дигнеш. Упамти да нас је можда Господ Бог одредио да код нас добијеш одмазду за сва недела. Упамти. |

## Наслеђе
Драгачевац и његова супруга нису имали деце. После Другог светског рата, сећање на Драгачевца нестало је у незнању, али интерес јавности за његов јединствени случај оживео је почетком 2000-их поновним открићем његовог пркосног писма Хитлеру. Документарни филм на српском језику који бележи живот Драгачевца и околности које су довеле до његовог затварања и смрти објављен је 2013. Улица у Параћину такође носи његово име. Писмо Драгачевца и његов следећи превод на немачки језик чувају се у Историјском архиву Београда.